# Biblioteca de los Depósitos del Sol
La Biblioteca de los Depósitos del Sol es una biblioteca pública de titularidad municipal y centro cultural de la ciudad española de Albacete. Tiene su sede en los monumentales Depósitos del Sol.
La Biblioteca de los Depósitos del Sol constituye la segunda mayor biblioteca de Castilla-La Mancha. Es la sede central de la Red Pública de Bibliotecas Municipales de Albacete.
Inaugurada en 2001, en 2016 había recibido 5,2 millones de visitas. Cuenta con una sala de estudio con 216 plazas, que hasta 2016 había sido utilizada por más de un millón de usuarios. Como centro cultural, el edificio acoge exposiciones de muy diversa índole. También sirve para la presentación de reportajes fotográficos, cortos cinematográficos y libros.